# ذروة التدفق الزفيري
ذروة التدفق الزفيري (بالإنجليزية: Peak expiratory flow)‏ اختصارًا PEF، كما يُسمى ذروة معدل التدفق الزفيري (بالإنجليزية: peak expiratory flow rate)‏‏ PEFR، هي أقصى سرعة للزفير في الشخص، وتُقاس بواسطة مقياس ذروة التدفق، وهو جهازٌ صغير محمولٌ باليد يٌستخدم لمراقبة قدرة الشخص على إخراج الهواء. يَقيس تدفق الهواء خلال الشعب الهوائية، وبالتالي يُحدد درجة الانسداد فيها. عادةً ما تُقاس ذروة تدفق الزفيري بوحدة لتر في الدقيقة (ل/د).

## التاريخ
كان مارتن رايت أولَ من قام بقياس ذروة التدفق الزفيري، وكان قد أنتجَ أولَ عدادٍ مُصمم خصيصًا لقياس هذا المؤشر لوظائف الرئة. منذ أن أُدخلَ التصميم الأصلي للأداة في أواخر الخمسينات، وما زال التطور جارٍ لإنتاج نسخة محمولة مُنخفضة التكلفة (مقياس ذروة التدفق "ميني رايت")، وأصبحت التصميمات والنسخ الأخرى مُتوفرة في جميع أنحاء العالم.